# 우쓰시촌
우쓰시촌(移村)은 후쿠시마현 다무라군에 일찍이 존재했던 촌이다. 1955년 4월 1일  우쓰시촌, 아시자와촌, 미야마촌, 세가와촌, 몬주촌 및 나나고촌의 일부가 합병하여 후네히키정이 신설되고 폐지되었다.

## 지리
- 다무라시의 북부, 후네하키정의 북동부가 우쓰시촌이 있던 곳이다.

## 역사
- 1889년 4월 1일 - 정촌제 시행에 의해 가미우쓰시촌, 미나미우쓰시촌, 기타우쓰시촌, 나카야마촌, 요코미치촌이 합병해 다무라군 우쓰시촌이 성립하였다.
- 1955년 4월 1일 - 우쓰시촌, 아시자와촌, 미야마촌, 세가와촌, 몬주촌 및 나나고촌의 일부와 합병해 후네히키정이 신설되고, 우쓰시촌 등은 폐지되었다.

## 인구
- 1889년 2,618
- 1920년 3,992
- 1935년 4,581
- 1947년 5,138

## 참고 문헌
- 角川日本地名大辞典編纂委員会『角川日本地名大辞典 7 福島県』、角川書店、1981年 ISBN 4040010701
- 日本加除出版株式会社編集部『全国市町村名変遷総覧』、日本加除出版、2006年、ISBN 4817813180